# 13282 Sharikahagan
13282 Sharikahagan eller 1998 QQ49 är en asteroid i huvudbältet som upptäcktes den 17 augusti 1998 av LINEAR i Socorro County, New Mexico. Den är uppkallad efter Sharika Hagan.
Asteroiden har en diameter på ungefär 5 kilometer.